# Karol Kozuń
Karol Wojciech Kozuń (ur. 23 marca 1982 w Sieradzu) – polski niepełnosprawny lekkoatleta, specjalizujący się w pchnięciu kulą oraz w rzucie oszczepem, srebrny medalista igrzysk paraolimpijskich, dwukrotny mistrz świata, trzykrotny brązowy medalista mistrzostw Europy.

## Życiorys
W 2005 doznał złamania kręgosłupa w wypadku samochodowym, w wyniku czego utracił władzę w nogach. Kształcił się na Akademii Wychowania Fizycznego im. Eugeniusza Piaseckiego w Poznaniu.
Został zawodnikiem IKS Zduńska Wola, trenując u Wojciecha Kikowskiego, specjalizując się w pchnięciu kulą i rzucie oszczepem. W 2008 w Pekinie zadebiutował na letnich igrzyskach paraolimpijskich. W 2011 w Christchurch zdobył tytuł mistrza świata w pchnięciu kulą, który obronił dwa lata później. W 2012 na letnich igrzyskach paraolimpijskich w Londynie zdobył srebrny medal w pchnięciu kulą w kategorii F54/55/56. W tym samym roku wywalczył także po raz pierwszy brązowy medal na mistrzostwach Europy. Osiągnięcie to powtórzył na mistrzostwach Europy w 2014 i 2018.
W 2014 z listy Polskiego Stronnictwa Ludowego wybrany na radnego powiatu sieradzkiego.
Został odznaczony Srebrnym Krzyżem Zasługi (2013).

## Wyniki
| Rok  | Zawody                   | Miejscowość    | Konkurencja             | Wynik | Pozycja     |
| ---- | ------------------------ | -------------- | ----------------------- | ----- | ----------- |
| 2008 | Igrzyska paraolimpijskie | Pekin          | Pchnięcie kulą (F55/56) | 9,89  | 13. miejsce |
| 2008 | Igrzyska paraolimpijskie | Pekin          | Rzut oszczepem (F55/56) | 26,69 | 6. miejsce  |
| 2011 | Mistrzostwa świata       | Christchurch   | Pchnięcie kulą (F54-56) | 11,58 | 1. miejsce  |
| 2011 | Mistrzostwa świata       | Christchurch   | Rzut oszczepem (F54-56) | 29,85 | 4. miejsce  |
| 2012 | Mistrzostwa Europy       | Stadskanaal    | Pchnięcie kulą (F55)    | 10,70 | 3. miejsce  |
| 2012 | Igrzyska paraolimpijskie | Londyn         | Pchnięcie kulą (F54-56) | 11,36 | 2. miejsce  |
| 2012 | Igrzyska paraolimpijskie | Londyn         | Rzut oszczepem (F54-56) | 27,62 | 7. miejsce  |
| 2013 | Mistrzostwa świata       | Lyon           | Pchnięcie kulą (F54/55) | 11,23 | 1. miejsce  |
| 2014 | Mistrzostwa Europy       | Swansea        | Pchnięcie kulą (F53-55) | 11,03 | 3. miejsce  |
| 2014 | Mistrzostwa Europy       | Swansea        | Rzut oszczepem (F56)    | 22,28 | 8. miejsce  |
| 2015 | Mistrzostwa świata       | Doha           | Pchnięcie kulą (F55)    | 11,47 | 3. miejsce  |
| 2015 | Mistrzostwa świata       | Doha           | Rzut oszczepem (F55)    | 29,39 | 5. miejsce  |
| 2016 | Mistrzostwa Europy       | Grosseto       | Pchnięcie kulą (F55)    | 10,50 | 5. miejsce  |
| 2016 | Igrzyska paraolimpijskie | Rio de Janeiro | Pchnięcie kulą (F55)    | 11,33 | 4. miejsce  |
| 2017 | Mistrzostwa świata       | Londyn         | Pchnięcie kulą (F55)    | 10,60 | 5. miejsce  |
| 2018 | Mistrzostwa Europy       | Berlin         | Pchnięcie kulą (F55)    | 10,36 | 3. miejsce  |
| 2019 | Mistrzostwa świata       | Dubaj          | Pchnięcie kulą (F55)    | 10,95 | 5. miejsce  |